# Strona (Włochy)
Strona – miejscowość i gmina we Włoszech, w regionie Piemont, w prowincji Biella.
Według danych na styczeń 2009 gminę zamieszkiwało 1179 osób przy gęstości zaludnienia 310,3 os./1 km².